# Myrmica brevinodis
Myrmica brevinodis là một loài ant.